# Athena Manoukian
Athena Manoukian (em grego:  Αθηνά Μανουκιάν, em armênio/arménio:  Աթենա Մանուկյան; Atenas, 22 de maio de 1994) é uma cantora e compositora greco-arménia. A artista tinha sido escolhida para representar a Arménia no Festival Eurovisão da Canção de 2020 com a música Chains on You antes do cancelamento do concurso.

## Carreira
A primeira experiência de Athena na indústria musical foi em 2007, quando participou e conquistou o seu primeiro prémio num concurso de talentos chamado This Is What's Missing, um programa de televisão do canal grego Alpha TV. Um ano depois, em 2008, ela participou da seleção nacional grega para o Festival Eurovisão da Canção Júnior 2008 com a canção To Fili Tis Aphroditis. Em 2011, Athena lançou seu primeiro single intitulado Party Like A Freak. Após o sucesso da canção, que foi indicada duas vezes ao prémio MAD Video Music Awards, em 2012 ela lançou o single seguinte intitulado I Surrender . Alguns meses depois, ela compôs uma nova música para a sua discografia musical chamada Na Les Pos M'agapas . Athena recebeu um Disco de Ouro por Party Like A Freak, I Surrender e Na Les Pos M'agapas .
Em 2014, Athena lançou o single XO, publicado pela Warner/Chappell e Max Music Scandinavia. A canção foi gravada na Suécia, em Estocolmo, e seu videoclipe foi filmado na Sydney. Ela alcançou o 1.º lugar nas paradas e ganhou o prémio Armenian Pulse Awards de melhor canção em inglês . Em 2017, a cantora escreveu a música e a letra de Palia Mou Agapi, interpretada por Helena Paparizou.
Em 2018, a cantora fez uma audição para versão britânica do Factor X.
A cantora foi pensada para representar a Arménia no Festival Eurovisão da Canção, nomeadamente em 2015 e 2016. Ela até expressou o seu desejo de competir no festival europeu, quer pela Arménia, quer pela Grécia ou quer pelo Chipre. Em fevereiro de 2020, Athena sagrou-se vencedora do Depi Evratesil 2020, a 3.ª edição da seleção nacional arménia para o Festival Eurovisão da Canção e deveria representar o país na edição de 2020 em Roterdão, nos Países Baixos, com a música inspirada no hip-hop e R&B intitulada Chains on You. No entanto, este evento foi cancelado devido à pandemia do coronavírus de 2019-20 e substituído pelo Eurovision: Europe Shine a Light e Eurovision Song Celebration, que revelou que ela teria se apresentado no 14.º lugar na 2.ª semifinal. Athena também apareceu no documentário Newsbeat da BBC a enviar uma mensagem em vídeo aos fãs. 

## Discografia

### Singles
- 2011 – Party like a Freak (feat. DJ Kas)
- 2012 – Na les pōs m' agapas
- 2012 – I Surrender
- 2014 – XO
- 2020 – Chains on You
- 2020 – Dolla
- 2021 – You Should Know
- 2021 – OMG
- 2022 – Kiss Me in the Rain